# Xiong Sheng
Xiong Sheng (chinois : 熊勝) est le quatrième Vicomte de Chu. Son règne, dont les dates exactes sont inconnues, a lieu au début de la période de la dynastie Zhou. 
Contrairement a ce qui était arrivé durant les règnes de son père, Xiong Dan et son grand-père, Xiong Ai, le Shu ne subit aucune attaque de la part des dirigeants Zhou durant le règne de Sheng et poursuit son expansion territoriale. 
Sheng meurt sans héritier et c'est son frère cadet, Xiong Yang, qui lui succède comme cinquième Vicomte du Chu.